# Joan I Visconti de Gallura
Joan I Visconti de Gallura fou fill d'Ubald Visconti, el germà de Lambert Visconti de Gallura. Va succeir el 1238 el seu cosí Ubald I Visconti de Gallura. Va rebre també un terç de Càller (Ogliastra, Quirra, Sarrabus i Colostrai). Va participar en Itàlia a les lluites entre güelfs i gibel·lins al costat de Pisa. Va tornar a l'illa el 1274 però el 1275 va anar a Pisa, on va morir. Es va casar amb Dominicata, filla d'Aldobrandino Gualandi-Cortevecchia, que va morir vers 1259, i es va casar en segones noces amb una filla d'Ugolino della Gherardesca comte de Donoratico; d'aquesta darrera va tenir el seu successor Huguet Visconti de Gallura, conegut per Nino.